# 남양주 나들목
남양주 나들목(Namyangju IC)은 경기도 남양주시 도농동에 설치된 수도권제1순환고속도로의 9번 교차로다. 나들목 진출입로는 다산동과 접하고 있으며, 국도 제6호선을 통해 남양주시와 구리시로 진출할 수 있다. 성남 방향 진입과 고양 방향 진출만 가능하다. 또한 남양주시내로의 진출은 고양 방향에서만 가능하며, 성남 방향에서는 남양주시내로의 진출이 불가능하다. 계획 당시 가칭은 미금 나들목이었다.

## 연혁
- 1991년 11월 29일 : 서울외곽순환고속도로 하일 ~ 구리 구간 개통과 함께 영업 개시[1]
- 1992년 12월 10일 : 남양주 나들목 ~ 구리 나들목 구간 개통
- 1999년 4월 21일 : 기존 나들목 부분을 구리시 도시계획시설 교통광장에 미금 나들목으로 고시[2]
- 2008년 6월 9일 : 2009년까지 나들목 가·감속차로 개량 공사를 위해 경기도 남양주시 도농동 620m 구간 도로구역 변경[3]

## 구조물 정보

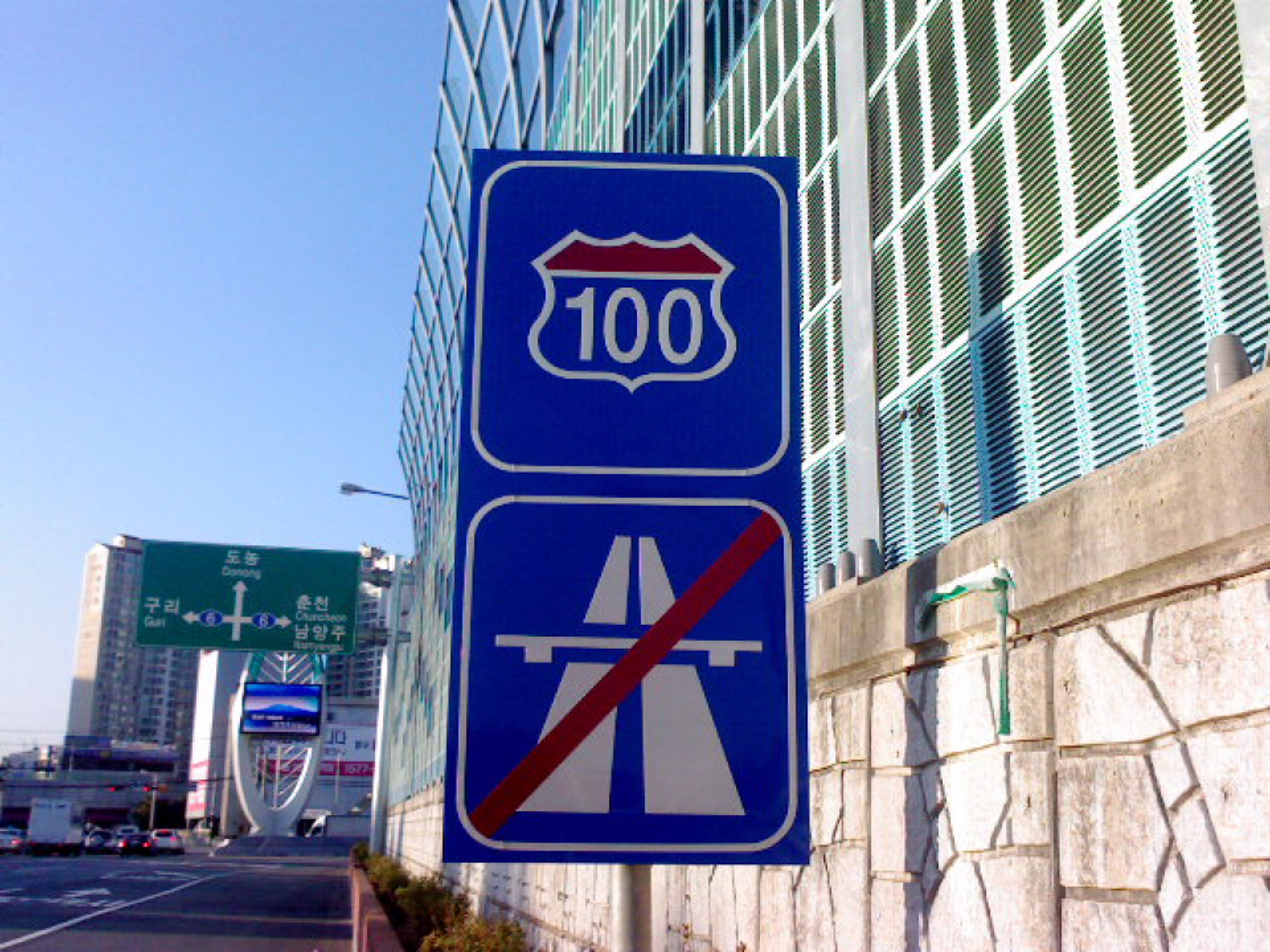
남양주 나들목 출구에 설치된 표지판

- 위치: 경기도 남양주시 도농동

## 접속하는 도로
- 국도 제6호선 (경춘로)